# Chiyotaikai Ryūji
Chiyotaikai Ryūji  (千代大海 龍二?), all'anagrafe Hiroshima Ryūji (in lingua giapponese: 須藤 龍二) (Chitose, 29 aprile 1976) è un lottatore di sumo giapponese.

## Carriera
Il debutto ufficiale è nel novembre del 1992.